# Casandria hages
Casandria hages är en fjärilsart som beskrevs av Druce 1900. Casandria hages ingår i släktet Casandria och familjen nattflyn. Inga underarter finns listade i Catalogue of Life.